# Bain-de-Bretagne
Bain-de-Bretagne ("Boen" o "Boen de Bertaèyn" en galó) es una localidad y comuna francesa en la región administrativa de Bretaña, en el departamento de Ille y Vilaine y en el distrito de Redon. 

## Historia
En 1895, el nombre de la localidad fue modificado de Bain a Bain-de-Bretagne.

## Demografía
| 3936 | 4468 | 4970 | 5241 | 5257 | 5516 |
| Para los censos de 1962 a 1999 la población legal corresponde a la población sin duplicidades (Fuente: INSEE [Consultar]) |      |      |      |      |      |